# Primera División de Uruguay 1933
Liga Profesional de Primera División 1933 var den 30:a säsongen av Uruguays högstaliga i fotboll, och andra säsongen som ligan spelades på professionell nivå. Ligan spelades som ett seriespel där samtliga lag mötte varandra vid tre tillfällen. Totalt spelades 135+3 matcher med 399+5 gjorda mål.
Nacional vann sin tolfte titel som uruguayanska mästare.

## Deltagande lag
10 lag deltog i mästerskapet, samtliga från Montevideo.

## Poängtabell och resultat
| Nr | Lag                  | S  | V  | O | F  | GM | IM | MS  | P  |
| -- | -------------------- | -- | -- | - | -- | -- | -- | --- | -- |
| 1  | Nacional             | 27 | 20 | 6 | 1  | 56 | 10 | +46 | 46 |
| 2  | Peñarol              | 27 | 21 | 4 | 2  | 77 | 18 | +59 | 46 |
| 3  | Rampla Juniors       | 27 | 14 | 4 | 9  | 39 | 29 | +10 | 32 |
| 4  | Montevideo Wanderers | 27 | 11 | 9 | 7  | 39 | 36 | +3  | 31 |
| 5  | CA Defensor          | 27 | 12 | 5 | 10 | 50 | 39 | +11 | 29 |
| 6  | IA Sud América       | 27 | 9  | 7 | 11 | 30 | 40 | −10 | 25 |
| 7  | River Plate          | 27 | 6  | 6 | 15 | 19 | 45 | −26 | 18 |
| 8  | Racing Club          | 27 | 4  | 7 | 16 | 29 | 58 | −29 | 15 |
| 9  | Central FC           | 27 | 4  | 6 | 17 | 33 | 63 | −30 | 14 |
| 10 | Bella Vista          | 27 | 6  | 2 | 19 | 27 | 61 | −34 | 14 |

| Rampla Juniors       | 1 – 0 | Peñarol              |
| Nacional             | 4 – 0 | Bella Vista          |
| River Plate          | 2 – 0 | Sud América          |
| Racing Club          | 3 – 3 | Central              |
| Montevideo Wanderers | 1 – 1 | Defensor             |
| Omgång 2             |       |                      |
| Nacional             | 2 – 0 | Central              |
| Peñarol              | 4 – 2 | Montevideo Wanderers |
| Bella Vista          | 4 – 3 | Racing Club          |
| Rampla Juniors       | 2 – 0 | River Plate          |
| Defensor             | 4 – 2 | Sud América          |
| Omgång 3             |       |                      |
| Peñarol              | 7 – 1 | Racing Club          |
| Nacional             | 0 – 0 | Sud América          |
| Rampla Juniors       | 2 – 1 | Central              |
| Montevideo Wanderers | 3 – 2 | Bella Vista          |
| Defensor             | 1 – 0 | River Plate          |
| Omgång 4             |       |                      |
| Nacional             | 2 – 0 | River Plate          |
| Peñarol              | 2 – 0 | Central              |
| Rampla Juniors       | 1 – 1 | Sud América          |
| Defensor             | 1 – 0 | Bella Vista          |
| Montevideo Wanderers | 2 – 0 | Racing Club          |
| Omgång 5             |       |                      |
| Peñarol              | 0 – 0 | River Plate          |
| Nacional             | 2 – 0 | Rampla Juniors       |
| Sud América          | 1 – 0 | Bella Vista          |
| Montevideo Wanderers | 0 – 0 | Central              |
| Racing Club          | 4 – 2 | Defensor             |
| Omgång 6             |       |                      |
| Peñarol              | 2 – 0 | Bella Vista          |
| Montevideo Wanderers | 3 – 1 | River Plate          |
| Defensor             | 2 – 0 | Rampla Juniors       |
| Sud América          | 2 – 1 | Central              |
| Nacional             | 2 – 0 | Racing Club          |
| Omgång 7             |       |                      |
| Montevideo Wanderers | 1 – 0 | Sud América          |
| Central              | 1 – 1 | Defensor             |
| Bella Vista          | 0 – 0 | River Plate          |
| Nacional             | 2 – 0 | Peñarol              |
| Rampla Juniors       | 1 – 1 | Racing Club          |
| Omgång 8             |       |                      |
| Nacional             | 3 – 0 | Defensor             |
| Bella Vista          | 2 – 0 | Central              |
| Racing Club          | 1 – 0 | River Plate          |
| Rampla Juniors       | 2 – 0 | Montevideo Wanderers |
| Peñarol              | 5 – 1 | Sud América          |
| Omgång 9             |       |                      |
| Sud América          | 2 – 1 | Racing Club          |
| Nacional             | 3 – 0 | Montevideo Wanderers |
| Peñarol              | 2 – 1 | Defensor             |
| Bella Vista          | 2 – 1 | Rampla Juniors       |
| Central              | 1 – 1 | River Plate          |

| Peñarol              | 3 – 0 | Rampla Juniors       |
| Nacional             | 4 – 2 | Bella Vista          |
| River Plate          | 3 – 1 | Sud América          |
| Central              | 3 – 2 | Racing Club          |
| Montevideo Wanderers | 3 – 2 | Defensor             |
| Omgång 11            |       |                      |
| Nacional             | 1 – 0 | Central              |
| Peñarol              | 2 – 2 | Montevideo Wanderers |
| Bella Vista          | 2 – 0 | Racing Club          |
| Rampla Juniors       | 3 – 0 | River Plate          |
| Defensor             | 1 – 1 | Sud América          |
| Omgång 12            |       |                      |
| Peñarol              | 5 – 1 | Racing Club          |
| Nacional             | 1 – 0 | Sud América          |
| Central              | 1 – 0 | Rampla Juniors       |
| Montevideo Wanderers | 2 – 0 | Bella Vista          |
| Defensor             | 5 – 0 | River Plate          |
| Omgång 13            |       |                      |
| Nacional             | 7 – 0 | River Plate          |
| Peñarol              | 5 – 0 | Central              |
| Rampla Juniors       | 1 – 0 | Sud América          |
| Defensor             | 4 – 3 | Bella Vista          |
| Montevideo Wanderers | 3 – 1 | Racing Club          |
| Omgång 14            |       |                      |
| Peñarol              | 4 – 0 | River Plate          |
| Nacional             | 1 – 0 | Rampla Juniors       |
| Sud América          | 2 – 0 | Bella Vista          |
| Montevideo Wanderers | 2 – 2 | Central              |
| Defensor             | 4 – 1 | Racing Club          |
| Omgång 15            |       |                      |
| Peñarol              | 3 – 1 | Bella Vista          |
| Montevideo Wanderers | 2 – 2 | River Plate          |
| Defensor             | 1 – 1 | Rampla Juniors       |
| Sud América          | 3 – 2 | Central              |
| Nacional             | 3 – 0 | Racing Club          |
| Omgång 16            |       |                      |
| Sud América          | 2 – 1 | Montevideo Wanderers |
| Defensor             | 2 – 0 | Central              |
| River Plate          | 1 – 0 | Bella Vista          |
| Nacional             | 2 – 2 | Peñarol              |
| Rampla Juniors       | 1 – 0 | Racing Club          |
| Omgång 17            |       |                      |
| Nacional             | 2 – 0 | Defensor             |
| Central              | 4 – 0 | Bella Vista          |
| Racing Club          | 1 – 1 | River Plate          |
| Montevideo Wanderers | 2 – 1 | Rampla Juniors       |
| Peñarol              | 3 – 0 | Sud América          |
| Omgång 18            |       |                      |
| Sud América          | 1 – 0 | Racing Club          |
| Nacional             | 1 – 1 | Montevideo Wanderers |
| Peñarol              | 3 – 1 | Defensor             |
| Rampla Juniors       | 2 – 0 | Bella Vista          |
| Central              | 2 – 1 | River Plate          |

| Peñarol              | 2 – 0 | Rampla Juniors       |
| Nacional             | 3 – 0 | Bella Vista          |
| Sud América          | 1 – 0 | River Plate          |
| Racing Club          | 1 – 0 | Central              |
| Defensor             | 3 – 0 | Montevideo Wanderers |
| Omgång 20            |       |                      |
| Nacional             | 4 – 0 | Central              |
| Peñarol              | 2 – 0 | Montevideo Wanderers |
| Racing Club          | 3 – 2 | Bella Vista          |
| Rampla Juniors       | 2 – 0 | River Plate          |
| Defensor             | 2 – 1 | Sud América          |
| Omgång 21            |       |                      |
| Peñarol              | 1 – 0 | Racing Club          |
| Nacional             | 1 – 1 | Sud América          |
| Rampla Juniors       | 6 – 3 | Central              |
| Montevideo Wanderers | 2 – 0 | Bella Vista          |
| River Plate          | 1 – 0 | Defensor             |
| Omgång 22            |       |                      |
| Nacional             | 1 – 0 | River Plate          |
| Peñarol              | 8 – 2 | Central              |
| Rampla Juniors       | 3 – 1 | Sud América          |
| Defensor             | 4 – 0 | Bella Vista          |
| Montevideo Wanderers | 2 – 1 | Racing Club          |
| Omgång 23            |       |                      |
| Peñarol              | 2 – 1 | River Plate          |
| Nacional             | 2 – 0 | Rampla Juniors       |
| Bella Vista          | 2 – 1 | Sud América          |
| Montevideo Wanderers | 2 – 0 | Central              |
| Defensor             | 3 – 0 | Racing Club          |
| Omgång 24            |       |                      |
| Peñarol              | 4 – 0 | Bella Vista          |
| Montevideo Wanderers | 1 – 1 | River Plate          |
| Rampla Juniors       | 2 – 1 | Defensor             |
| Sud América          | 4 – 3 | Central              |
| Nacional             | 1 – 1 | Racing Club          |
| Omgång 25            |       |                      |
| Montevideo Wanderers | 1 – 1 | Sud América          |
| Defensor             | 4 – 2 | Central              |
| Bella Vista          | 2 – 1 | River Plate          |
| Peñarol              | 2 – 0 | Nacional             |
| Rampla Juniors       | 1 – 1 | Racing Club          |
| Omgång 26            |       |                      |
| Nacional             | 2 – 1 | Defensor             |
| Bella Vista          | 2 – 2 | Central              |
| Racing Club          | 1 – 1 | River Plate          |
| Rampla Juniors       | 2 – 1 | Montevideo Wanderers |
| Peñarol              | 0 – 0 | Sud América          |
| Omgång 27            |       |                      |
| Sud América          | 1 – 1 | Racing Club          |
| Nacional             | 0 – 0 | Montevideo Wanderers |
| Peñarol              | 4 – 0 | Defensor             |
| Rampla Juniors       | 4 – 1 | Bella Vista          |
| River Plate          | 1 – 0 | Central              |

## Playoff
Då Nacional och Peñarol slutade på samma poäng fick ett avgörande omspel (playoff) på tre matcher avgöra vilket lag som skulle bli mästare.
Den första matchen spelades den 27 maj på Estadio Centenario. Matchen fick avbrytas efter 70 minuter. Peñarol-spelaren Bahia sköt ett skott utanför målburen, men som rullade tillbaka in på planen efter att ha träffat en Nacional-läkares väska. Juan Anselmo tog bollen och assisterade till Braulio Castro som sköt i mål. Juan Miguel Labraga, José Nasazzi och Ulises Chifflet protesterade mot domslutet som räknades som ett giltigt mål, och fick alla tre ett rött kort. Domaren Aníbal Tejada skadades så kraftigt i protesterna att han fick söka vård på arenans sjukstuga, och ersattes av domaren Luis Scandroglio som avbröt matchen. Den 30 juli ändrade ligakommittén resultatet till 0–0 och tog bort Chifflet röda kort, och bestämde att de sista 20 minuterna skulle spelas den 25 augusti, inför tomma läktare.
Match nummer två slutade även den oavgjort, trots 60 minuters övertid. Den tredje matchen spelades den 18 november och vanns av Nacional efter ett hattrick av Héctor Castro i den andra halvleken. Detta var Nacionals tolfte ligaseger.
| 1 | 27 maj / 25 augusti | Nacional | 0 – 0 | Peñarol | Estadio Centenario, Montevideo                               |  |
|   |                     |          |       |         | Publik: 42 000 · Rött kort: Labraga, Nasazzi, Chifflet (71') |  |
|   |                     |          |       |         |                                                              |  |
|   |                     |          |       |         |                                                              |  |

| 2 | 2 september | Peñarol | 0 – 0 (e.fl.) | Nacional | Estadio Centenario, Montevideo |  |
|   |             |         |               |          | Publik: 35 000                 |  |
|   |             |         |               |          |                                |  |
|   |             |         |               |          |                                |  |

| 3 | 18 november | Nacional                | 3 – 2   | Peñarol                   | Estadio Centenario, Montevideo |                |
|   |             | H. Castro 53′, 61′, 77′ | (0 – 1) | B. Castro 42′ Arremón 58′ | Publik: 35 000                 | Publik: 35 000 |
|   |             |                         |         |                           | Publik: 35 000                 | Publik: 35 000 |
|   |             |                         |         |                           | Publik: 35 000                 | Publik: 35 000 |